# Resolutie 432 Veiligheidsraad Verenigde Naties
Resolutie 432 van de Veiligheidsraad van de Verenigde Naties was de tweede VN-Veiligheidsraadsresolutie die werd aangenomen op 27 juli 1978. Ze werd met unanimiteit van stemmen goedgekeurd, en steunde de visie dat Walvisbaai, dat destijds een Zuid-Afrikaanse enclave in Zuidwest-Afrika was, aan Namibië toebehoorde.

## Achtergrond
Walvisbaai was reeds sinds de koloniale periode een enclave aan de kust van Namibië. Terwijl Namibië, toen Zuidwest-Afrika, aan Duitsland behoorde, was Walvisbaai Brits terrein. Na de Eerste Wereldoorlog verkreeg Zuid-Afrika een mandaat over het territorium, maar later weigerde het dit weer af te staan. Daarop werd bepaald dat Walvisbaai integraal aan Namibië toebehoorde. Namibië werd pas in 1990, na het einde van de apartheid, onafhankelijk. Walvisbaai hoorde nog tot 1994 bij Zuid-Afrika om pas dan te worden overgedragen.

## Inhoud
De Veiligheidsraad:
- Herinnert aan de resoluties 385 en 431.
- Herbevestigt in het bijzonder resolutie 385 over de territoriale integriteit en eenheid van Namibië.
- Neemt akte van paragraaf °7 van resolutie 32/9 D van de Algemene Vergadering van de Verenigde Naties, die verklaarde dat Walvisbaai integraal tot Namibië behoort.

1. Verklaart dat de territoriale integriteit en eenheid van Namibië moeten worden verzekerd door de herintegratie van Walvisbaai.
2. Steunt stappen om die herintegratie snel te bewerkstelligen.
3. Verklaart dat Zuid-Afrika Walvisbaai in afwachting niet mag gebruiken om de onafhankelijkheid of de economie van Namibië te schaden.
4. Besluit om op de hoogte te blijven totdat Walvisbaai met Namibië geïntegreerd is.

## Verwante resoluties
- Resolutie 428 Veiligheidsraad Verenigde Naties
- Resolutie 431 Veiligheidsraad Verenigde Naties
- Resolutie 435 Veiligheidsraad Verenigde Naties
- Resolutie 439 Veiligheidsraad Verenigde Naties

Lijst ·  423 ·  424 ·  425 ·  426 ·  427 ·  428 ·  429 ·  430 ·  431 ·  432 ·  433 ·  434 ·  435 ·  436 ·  437 ·  438 ·  439 ·  440 ·  441 ·  442 ·  443